# Kabinett Vorster III

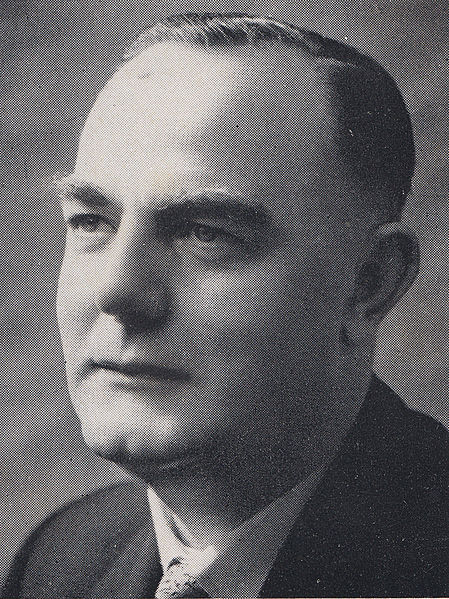
Balthazar Johannes Vorster war zwischen 1966 und 1978 Premierminister von Südafrika

Das Kabinett Vorster III wurde in Südafrika am 29. April 1974 von Premierminister Balthazar Johannes Vorster von der Nasionale Party (NP) gebildet und löste das Kabinett Vorster II ab. Es blieb bis zum 10. Oktober 1978 im Amt und wurde dann vom Kabinett Botha I abgelöst. Balthazar Johannes Vorster selbst übernahm am 10. Oktober 1978 das Amt des Staatspräsidenten von Südafrika, während der bisherige Verteidigungsminister Pieter Willem Botha neuer Premierminister wurde.
| Amt | Amtsinhaber                                                          | Beginn der Amtszeit                        | Ende der Amtszeit                            |
| --- | -------------------------------------------------------------------- | ------------------------------------------ | -------------------------------------------- |
| Premierminister | Balthazar Johannes Vorster                                           | 29. April 1974                             | 10. Oktober 1978                             |
| Auswärtiges | Hilgard Muller Pik Botha                                             | 29. April 1974 Mai 1977                    | Mai 1977 10. Oktober 1978                    |
| Verteidigung | Pieter Willem Botha                                                  | 29. April 1974                             | 10. Oktober 1978                             |
| Finanzen | Nicolaas Diederichs Owen Horwood                                     | 29. April 1974 Februar 1975                | Februar 1975 10. Oktober 1978                |
| Inneres | Connie Mulder Alwyn Schlebusch                                       | 29. April 1974 August 1978                 | August 1978 10. Oktober 1978                 |
| Information | Connie Mulder                                                        | 29. April 1974                             | August 1978                                  |
| Justiz, Polizei und Strafvollzug | Jimmy Kruger                                                         | 29. April 1974                             | 10. Oktober 1978                             |
| Transport | Lourens Muller                                                       | 29. April 1974                             | 10. Oktober 1978                             |
| Arbeit | Marais Viljoen Stephanus Petrus Botha                                | 29. April 1974 22. Januar 1976             | 22. Januar 1976 10. Oktober 1978             |
| Bergbau | Piet Koornhof Stephanus Petrus Botha                                 | 29. April 1974 22. Januar 1976             | 22. Januar 1976 10. Oktober 1978             |
| Einwanderung | Piet Koornhof Alwyn Schlebusch                                       | 29. April 1974 22. Januar 1976             | 22. Januar 1976 10. Oktober 1978             |
| Sport und Freizeit | Piet Koornhof                                                        | 29. April 1974                             | 10. Oktober 1978                             |
| Wirtschaft | Owen Horwood Chris Heunis                                            | 29. April 1974 Februar 1975                | Februar 1975 10. Oktober 1978                |
| Angelegenheiten, Bildung und Entwicklung der Bantu Januar 1978: Bildung und Ausbildung der Bantu                                     | Michiel Coenraad Botha Willem Cruywagen                              | 29. April 1974 Januar 1978                 | Januar 1978 10. Oktober 1978                 |
| Plurale Beziehungen und Entwicklung                                                                                                  | Connie Mulder                                                        | Januar 1978                                | 10. Oktober 1978                             |
| Nationale Bildung | Johannes Petrus van der Spuy Piet Koornhof Willem Cruywagen          | 29. April 1974 22. Januar 1976 Januar 1978 | 22. Januar 1976 Januar 1978 10. Oktober 1978 |
| Öffentliche Arbeiten | Abraham du Plessis Alwyn Schlebusch                                  | 29. April 1974 1976                        | 1975 10. Oktober 1978                        |
| Landwirtschaft | Hendrik Schoeman                                                     | 29. April 1974                             | 10. Oktober 1978                             |
| Wasser Forsten | Stephanus Petrus Botha Abraham Raubenheimer                          | 29. April 1974 1976                        | 1976 10. Oktober 1978                        |
| Soziales und Pensionen Januar 1978: Soziale Sicherheit und Renten                                                                    | Johannes Petrus van der Spuy Frederik Willem de Klerk                | 29. April 1974 Januar 1978                 | Januar 1978 10. Oktober 1978                 |
| Post, Telegrafie und Telekommunikation                                                                                               | Marais Viljoen Johannes Petrus van der Spuy Frederik Willem de Klerk | 29. April 1974 22. Januar 1976 Januar 1978 | 22. Januar 1976 Januar 1978 10. Oktober 1978 |
| Gesundheit | Schalk van der Merwe                                                 | 29. April 1974                             | 10. Oktober 1978                             |
| Umwelt Planung und Statistik | Jannie Loots Schalk van der Merwe                                    | 29. April 1974 23. Januar 1976             | 23. Januar 1976 10. Oktober 1978             |
| Tourismus und Angelegenheiten der indischen Bevölkerung                                                                              | Chris Heunis Marais Steyn                                            | 29. April 1974 Februar 1975                | Februar 1975 10. Oktober 1978                |
| Gemeindeentwicklung | Abraham du Plessis Marais Steyn                                      | 29. April 1974 Februar 1975                | Februar 1975 10. Oktober 1978                |
| Angelegenheiten von Coloureds, Angelegenheiten des Homeland Rehoboth und Beziehungen zu den Nama 1976: Angelegenheiten von Coloureds | Schalk van der Merwe Hennie Smit                                     | 29. April 1974 1976                        | 1976 10. Oktober 1978                        |